# Bezirk Bohorodczany
Bezirk Bohorodczany – dawny powiat (Bezirk) kraju koronnego Królestwo Galicji i Lodomerii, funkcjonujący w latach 1854–1867. Siedzibą starostwa było miasteczko Bohorodczany.

## Historia
Bezirk Bohorodczany utworzono w ramach reformy uwłaszczeniowej z okresu Wiosny Ludów (1848–1849), która likwidowała jurysdykcję właściciela ziemskiego nad poddanymi. W Galicji, dominium – jako podstawowa jednostka administracyjna i filar systemu feudalnego straciło rację bytu. Konieczne stało się zatem wprowadzenie nowego systemu administracyjnego, którego zręby powstały w latach 1851–1855. Nowy trójstopniowy podział administracyjny objął 21 cyrkułów (niem. Kreise), 179 małych powiatów (niem. Bezirke) i ponad 6000 gmin (niem. Gemeinde).
Bezirk Bohorodczany objął obszar o wielkości 5,6 mil², zamieszkany przez 22.117 ludzi i podzielony na 16 gmin katastralnych, w tym dwa miasteczka (Bohorodczany i Łysiec). Wszedł w skład cyrkułu stanisławowskiego, jako jeden z jego dziesięciu powiatów.
Po nadaniu Galicji autonomii oraz powołaniu samorządu gminnego i powiatowego w 1865 zlikwidowano cyrkuły (Kreise). Dotychczasowe małe powiaty (Bezirke) w liczbie 179, utrzymały się do 1867 roku, kiedy to w następstwie kolejnej reformy administracyjnej (23 stycznia 1867) zostały zastąpione przez 74 większych powiatów. Obszar zniesionego Bezirk Bohorodczany wszedł wtedy prawie w całości w skład nowego powiatu bohorodczańskiego; jedynie gminę Czukałówka właczono do nowego powiatu stanisławowskiego. 1 sierpnia 1878 gminy Drohomirczany i Radcza przeniesiono z powiatu bohorodczańskiego do powiatu stanisławowskiego. Powiat bohorodczański zniesiono 1 kwietnia 1932, a jego obszar włączono do powiatów stanisławowskiego i nadwórniańskiego.

## Podział administracyjny (1854)
| Lp. | Gmina jednostkowa                    | Powierzchnia | Ludność | Powiat w 1867 po zniesieniu |
| --- | ------------------------------------ | ------------ | ------- | --------------------------- |
| 1   | Bohorodczany Alt (Stare)             | 6960         | 2924    | bohorodczański              |
| 2   | Bohorodczany (m)                     | 1235         | 3679    | bohorodczański              |
| 3   | Czukałówka                           | 840          | 273     | stanisławowski              |
| 4   | Drohomirczany                        | 1710         | 682     | bohorodczański              |
| 5   | Grabowiec                            | 3445         | 1083    | bohorodczański              |
| 6   | Horocholina                          | 6795         | 2228    | bohorodczański              |
| 7   | Hryniówka z Lesiówką                 | 2125         | 792     | bohorodczański              |
| 8   | Iwanikówka                           | 1685         | 834     | bohorodczański              |
| 9   | Lachowce                             | 3845         | 1543    | bohorodczański              |
| 10  | Łysiec (m) ze Stebnikiem i Xiędzówką | 2630         | 2476    | bohorodczański              |
| 11  | Łysiec Alt (Stary)                   | 4280         | 1357    | bohorodczański              |
| 12  | Niewoczyn                            | 6440         | 1036    | bohorodczański              |
| 13  | Pochówka                             | 1615         | 615     | bohorodczański              |
| 14  | Posiecz z Maydanem                   | 7635         | 525     | bohorodczański              |
| 15  | Radcza                               | 2045         | 960     | bohorodczański              |
| 16  | Sadzawa                              | 3100         | 1110    | bohorodczański              |

Objaśnienie:
(M) = miasto; (m) = miasteczko